# Université de Tianjin
L'université Tianjin (天津大学, Pinyin : Tianjin Dàxué, Postal: Tientsin) est historiquement la première institution d'enseignement supérieur de Chine. Elle a été fondée en 1895 sous le nom d'université impériale de Tientsin - université de Peiyang, par décret royal approuvé par l'Empereur. 
L'université se situe dans le district de Nankai, à Tianjin, en République populaire de Chine. Depuis sa fondation, elle jouit d'une excellente réputation en Chine[réf. nécessaire].